# آدا کی دیمون
آدا کی دیمون (به انگلیسی: Ada K. Damon) یک کشتی بود که طول آن ۸۴ فوت (۲۶ متر) بود. این کشتی در سال ۱۸۷۵ ساخته شد.